# Валентин Венцел
Валентин Венцел (мађ. Valentin Vencel; Зрењанин, 17. јун 1952) српски је глумац, редитељ и преводилац мађарског порекла.
Рођен у Зрењанину, 1973. почиње да се бави глумом у аматерском позоришту Мадач. Године 1974. примљен је у 1. генерацију Академије уметности у Новом Саду, смер глума на мађарском наставном језику, у класи Миленка Маричића, где је дипломирао 1978. године. Од 1979. до 1991. члан је ансамбла Новосадског позоришта. Добија многе награде, између осталих и три награде за глумачки наступ на војвођанским сусретима професионалних позоришта; Награда Југословенског фестивала радио драме (Охрид); Награда ССРН Новог Сада младом уметнику, итд. Године 1990. прелази у позориште „Гардоњи Геза” у Јегри, где остаје до 2013. године. За то време редовно сарађује са Позориштем српске мањине у Будимпешти, као  и са неколико мађарских позоришта у Румунији и Словачкој. Сарађује и са Шабачким позориштем, позориштем у Лазаревцу, и са Српским народним позориштем.
У Мађарској је троструки носилац Гардоњијевог прстена. Добитник је признања „Про Агриа“ града Јегра. Два пута је био "Уметник године Јегра" и "Уметник округа Хевеш". Носилац је државне награде ASSE Dijј, годишњег признања позоришне критике и годишње похвале министра културе. Године 2013. године изабран је за директора Новосадског позоришта. Члан је Управног одбора Српског народног позоришта и председник Заједнице професионалних позоришта Војводине. Творац је и директор фестивала Synergy, јединственог позоришног фестивала мањинских позоришта.

## Филмографија
- Панонски врх (1980)
- Dögkeselyü (1982)
- Hajónapló (2009)
- Szinglik éjszakája (2010)
- Pillangók (2014)
- Fapad (2014)
- Вере и завере (2016)
- A martfüi rém (2016)